# Mount Mackenzie (Rainbow Range)
Mount Mackenzie är ett berg i Kanada.   Det ligger i provinsen British Columbia, i den sydvästra delen av landet, 3 700 km väster om huvudstaden Ottawa. Toppen på Mount Mackenzie är 2 143 meter över havet, eller 408 meter över den omgivande terrängen. Bredden vid basen är 14,9 km.
Terrängen runt Mount Mackenzie är huvudsakligen kuperad. Trakten runt Mount Mackenzie är nära nog obefolkad, med mindre än två invånare per kvadratkilometer.. Det finns inga samhällen i närheten. 
Trakten runt Mount Mackenzie består i huvudsak av gräsmarker.